# Dolores Ibárruri
Dolores Ibárruri Gómez, all'anagrafe Isidora Ibárruri Gómez, nota anche con lo pseudonimo di La Pasionaria (Abanto-Zierbena, 9 dicembre 1895 – Madrid, 12 novembre 1989), è stata una politica, attivista e antifascista spagnola naturalizzata sovietica di origini basche, già segretaria generale e poi presidente del PCE (1944-1960), membro del parlamento spagnolo prima della dittatura franchista (1939) e dopo il ritorno della Spagna alla democrazia (1977-1979).

## Biografia
(Dolores Ibárruri, discorso al palazzo del Governo, Madrid, 19 luglio 1936)

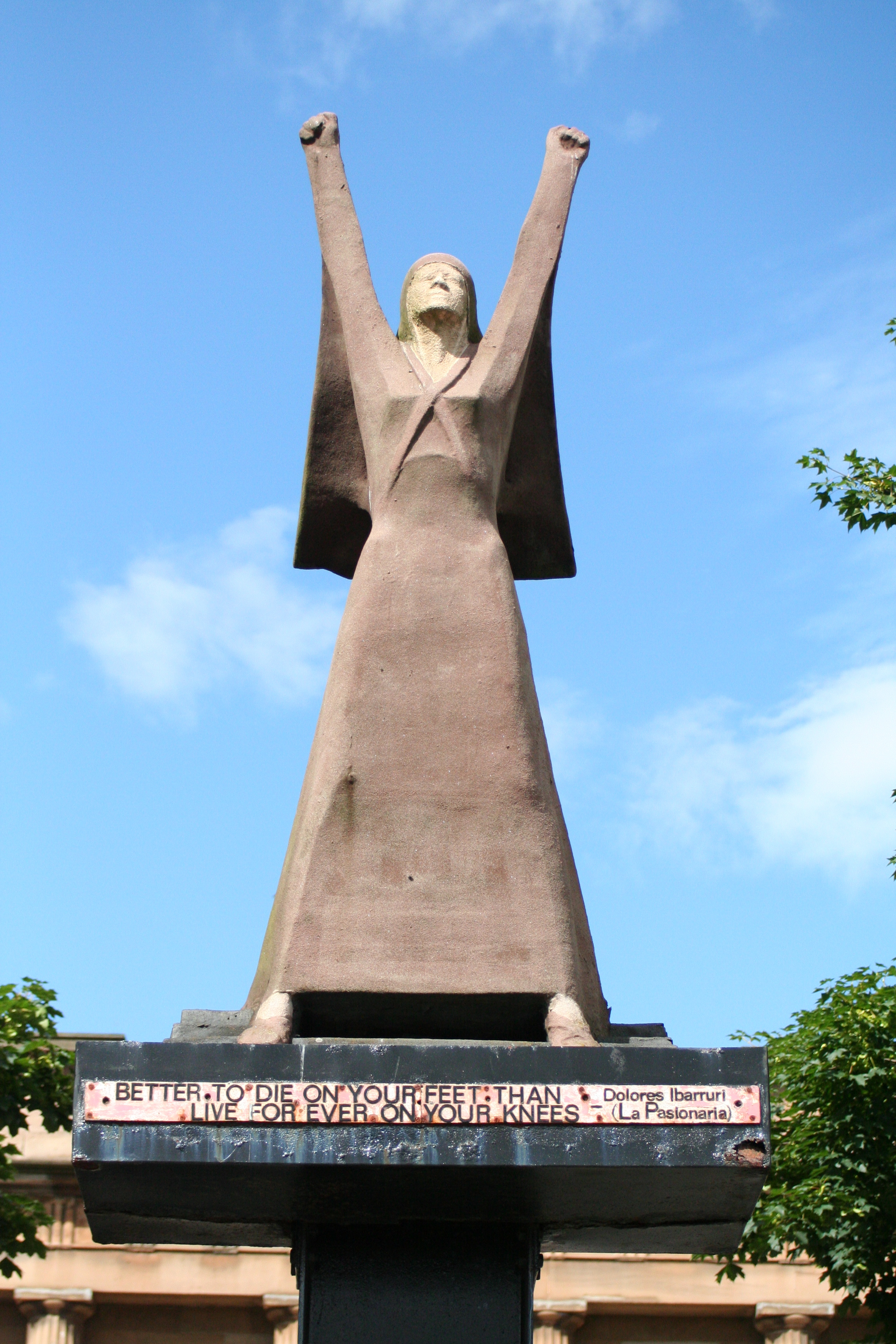
Statua a Glasgow raffigurante Dolores Ibárruri, con la sua citazione: Meglio morire in piedi, che vivere in ginocchio

Nacque in una famiglia di minatori, fu l'ottava di undici figli. Desiderava dedicarsi all'insegnamento, ma la sua famiglia non poteva permettersi di pagarle gli studi. Nel 1916, all'età di vent'anni, sposò Julián Ruiz, un minatore e attivista politico. Ebbe sei figli, ma quattro morirono prima dell'età adulta.
Dopo la sua partecipazione allo sciopero generale del 1917, Ruiz venne imprigionato, il che aggravò le condizioni economiche della famiglia. Dolores Ibárruri studiò gli scritti di Karl Marx e si unì al Partito Comunista (PCE). Scrisse articoli per El Minero Vizcaíno, quotidiano dei minatori, sotto lo pseudonimo di Pasionaria, ossia fiore della passione, che scelse poiché il suo primo articolo fu pubblicato durante la Settimana di passione.

### Anni venti
Nel 1920 venne eletta nel Comitato Provinciale del Partito Comunista Basco, mentre nel 1930 fu eletta nel Comitato Centrale del Partito Comunista Spagnolo. Con l'avvento della Seconda repubblica nel 1931, si spostò a Madrid, dove divenne editore del quotidiano di sinistra Mundo Obrero (Mondo Operaio). Lavorò per il miglioramento della condizione femminile. In seguito venne promossa all'Ufficio politico del Comitato Centrale del Partito. A causa delle sue attività, venne arrestata e imprigionata diverse volte, a partire dallo stesso anno 1931. La sua abilità oratoria la rese uno dei principali rappresentanti del PCE. Fu una delegata dell'Internazionale Comunista (Comintern) a Mosca nel 1933.

### Anni trenta e quaranta
Venne eletta alle Cortes (Parlamento) nel 1936 e fece una campagna per il miglioramento delle condizioni lavorative, abitative e sanitarie. Con lo scoppio della Guerra civile spagnola innalzò la sua voce in difesa della Repubblica con il famoso slogan ¡No pasarán! ("Non passeranno!"). I suoi discorsi contribuirono a indirizzare molte persone, specialmente donne, alla causa antifascista (contro il nascente franchismo di Francisco Franco). Prese parte a diversi comitati, con personalità quali Palmiro Togliatti, per ottenere aiuto per la causa repubblicana.
Cionondimeno, dopo tre sanguinosi anni, nel 1939, con la caduta di Madrid in mano ai franchisti, le forze fasciste prevalsero. Dolores Ibárruri andò in esilio in Unione Sovietica, dove continuò la sua attività politica. Suo figlio Rubén si unì all'Armata Rossa e morì nella Battaglia di Stalingrado nel 1942. Nel maggio 1944 Dolores divenne Segretario Generale del PCE, una posizione che conservò fino al 1960, quando assunse il titolo di Presidente del PCE, mantenendolo fino alla morte.

### Anni sessanta
Agli inizi degli anni sessanta le venne concessa la cittadinanza sovietica. Il suo lavoro politico venne riconosciuto durante quegli anni e ricevette una laurea honoris causa nel 1961 dall'Università di Mosca. Ricevette il Premio Lenin per la pace (1964) e l'Ordine di Lenin (1965). La sua autobiografia, No Pasarán, fu pubblicata nel 1966.

### Anni settanta
Dopo la morte di Francisco Franco, nel 1975, ritornò nella sua terra natia. Venne eletta deputata delle Cortes nel giugno 1977, nelle prime elezioni libere dopo la restaurazione della democrazia.

### La conversione al cattolicesimo e la morte
Il noto giornalista e biografo della Ibárruri, il gesuita di sinistra, Pedro Miguel Lamet, ha raccontato nei suoi libri e al quotidiano spagnolo El País come negli ultimi anni della sua vita la Pasionaria abbracciò la fede cattolica: “Negli ultimi anni di vita, per la amicizia con Padre Llanos, morto 21 anni fa, la Pasionaria tornò alla fede che aveva abbandonato in gioventù. In una lettera al sacerdote, Dolores gli chiese di ricordarsi di lei durante la comunione.” 
Dolores Ibárruri morì di polmonite a Madrid, all'età di 93 anni.

## Scritti
- Memorie di una rivoluzionaria, Editori Riuniti (1963)
- El único camino. Reedición Editorial Castalia (1976)